# Amento

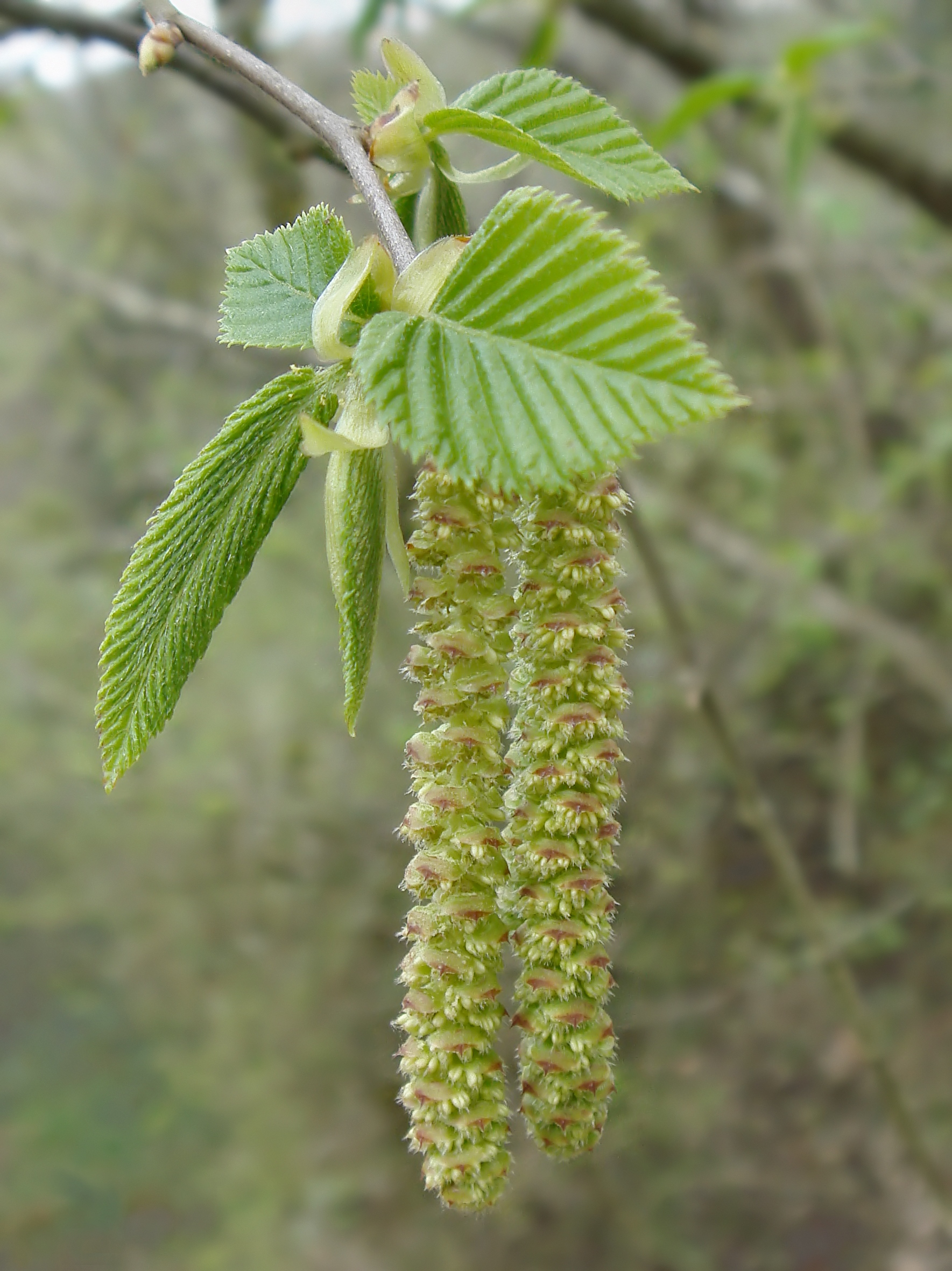
Amentos masculinos de Ostrya carpinifolia.

Amento (do latim: amentum, "língua" ou "tira"), ou amentilho, é uma forma de inflorescência caracterizada pelo agrupamento de flores, em geral flores unissexuais inconspícuas, sem pétalas (flores "nuas") nem pedicelos, numa longa estrutura estreita e cilíndrica, em forma de "cauda de gato" (daí o nome inglês: catkin). As flores são quase sempre anemófilas (polinizadas pelo vento), embora nalgumas espécies, como nas do género Salix possam ser polinizadas por insectos.
Num amento as flores são em geral unissexuais, arranjadas num grupo compacto e numeroso ao longo de uma ráquis comprida e flexível, o que lhe dá um carácter pendente.
Diversas famílias botânicas apresentam amentos, incluindo famílias de árvores comuns, como as Betulaceae, Fagaceae, Moraceae e Salicaceae. Considerou-se que a presença de amentos fosse um carácter sinapomórfico na clado Hamamelididae, mas investigação posterior demonstrou que este tipo de arranjo floral surgiu independentemente por convergência evolutiva em diversas ocasiões[carece de fontes?]
Em muitas espécies apenas as flores masculinas ocorrem em amentos, com as flores femininas ocorrendo isoladamente (como é o caso na avelaneira e nos carvalhos), num cone (ulmeiro) ou noutro tipo de inflorescência (amoreira). Noutras espécies, como nos choupos, tanto as flores masculinas como as femininas ocorrem em amentos, embora separados.
São muitos os grupos taxonómicos que apresentam amentos, incluindo muitas árvores ou arbustos, como as bétulas, salgueiros, nogueiras, castanheiros e o género Comptonia, e algumas plantas herbáceas como as urtigas.

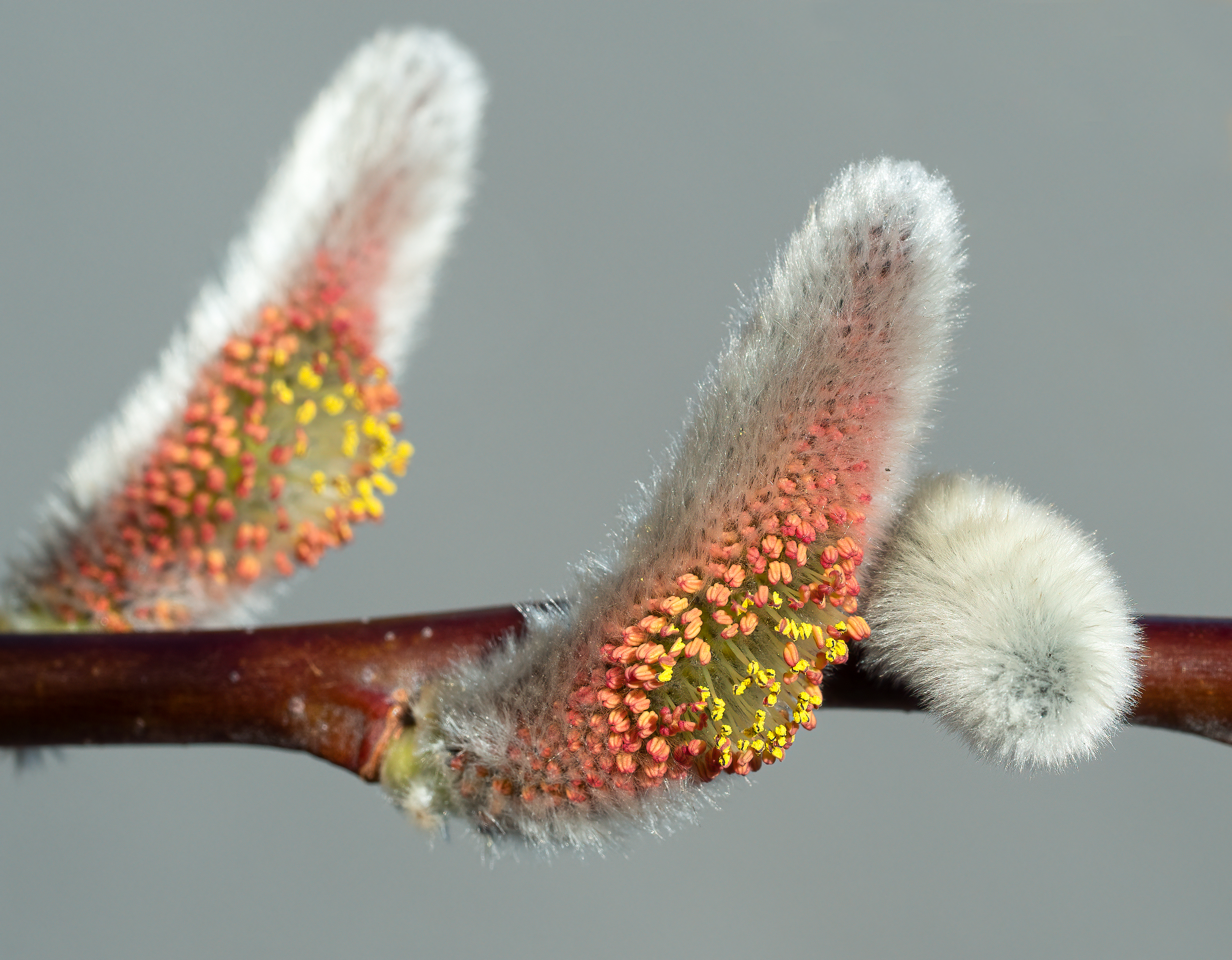
Amentos no Brooklyn Botanic Garden, New York city
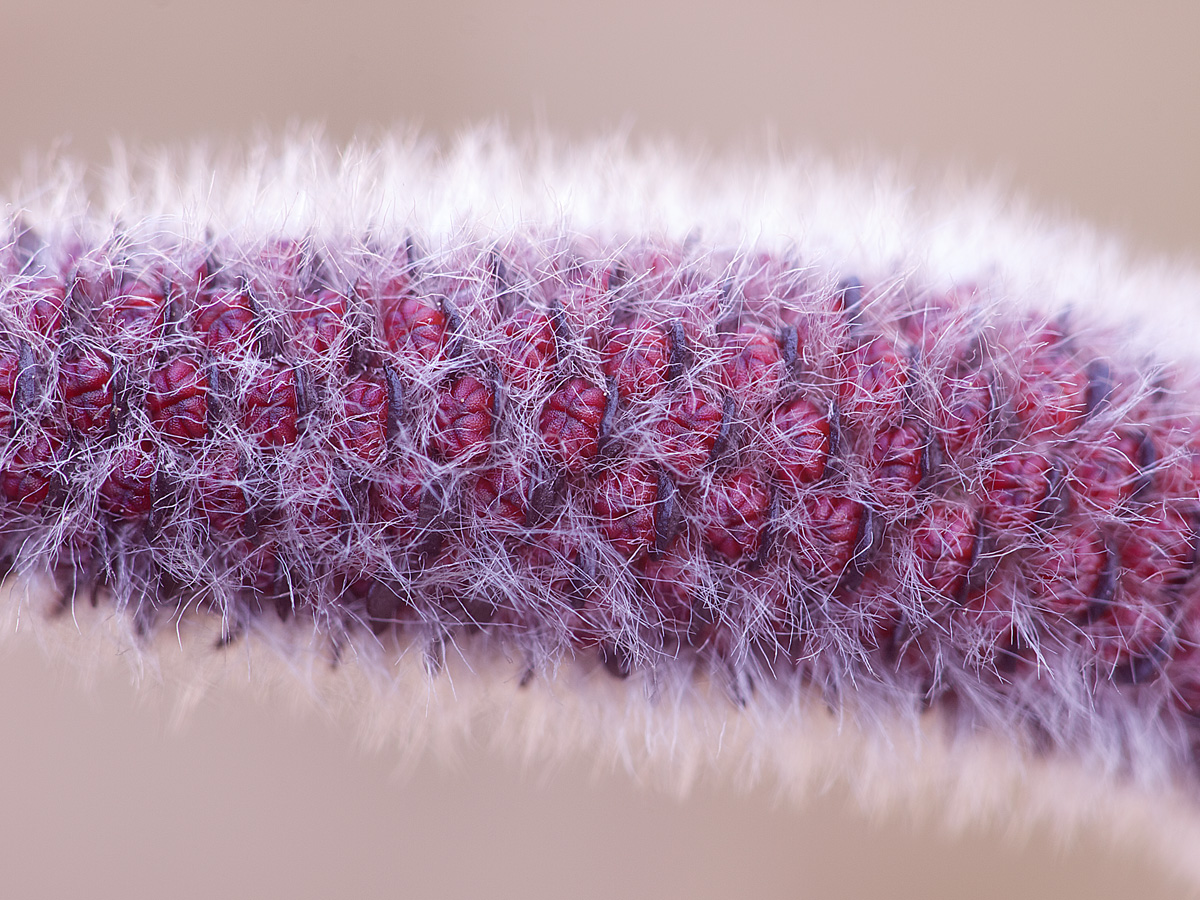
Amentilho jovem
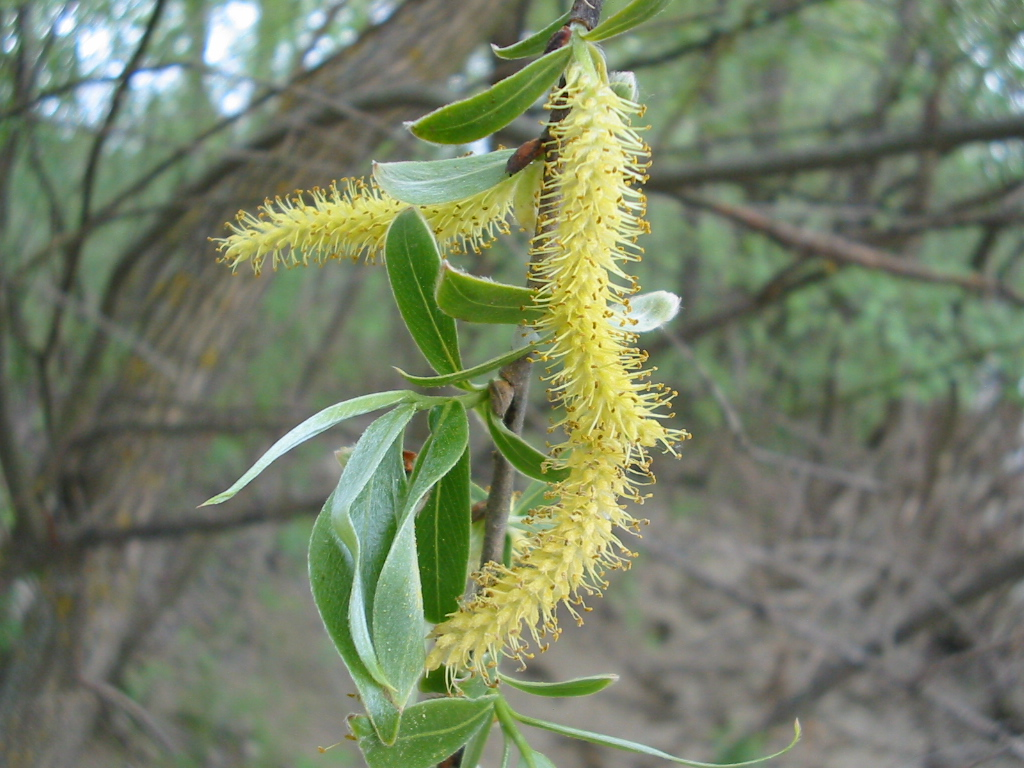
Amentilho masculino de salgueiro (Salix sp.)
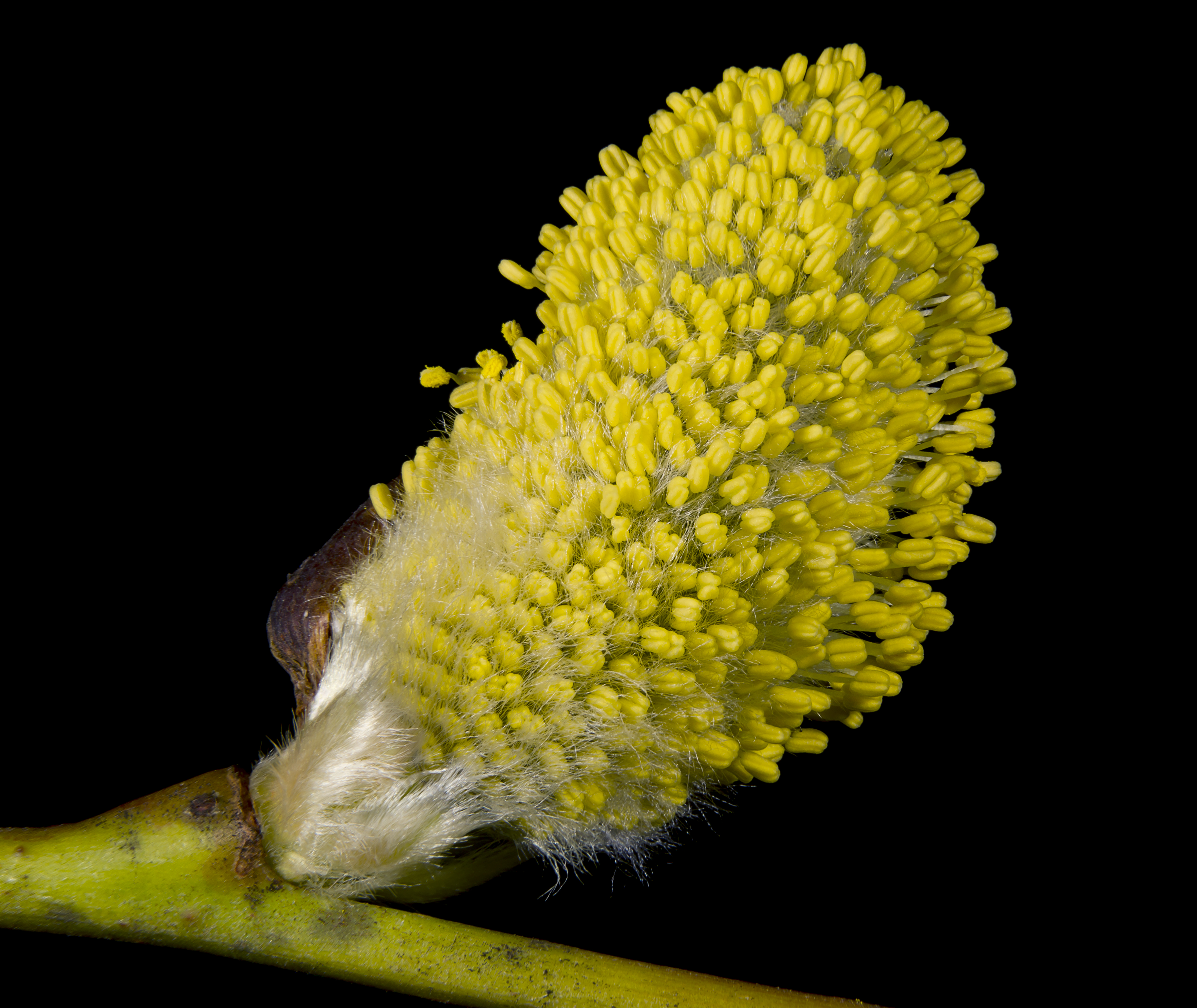
Amentilho masculino de Salix sp.
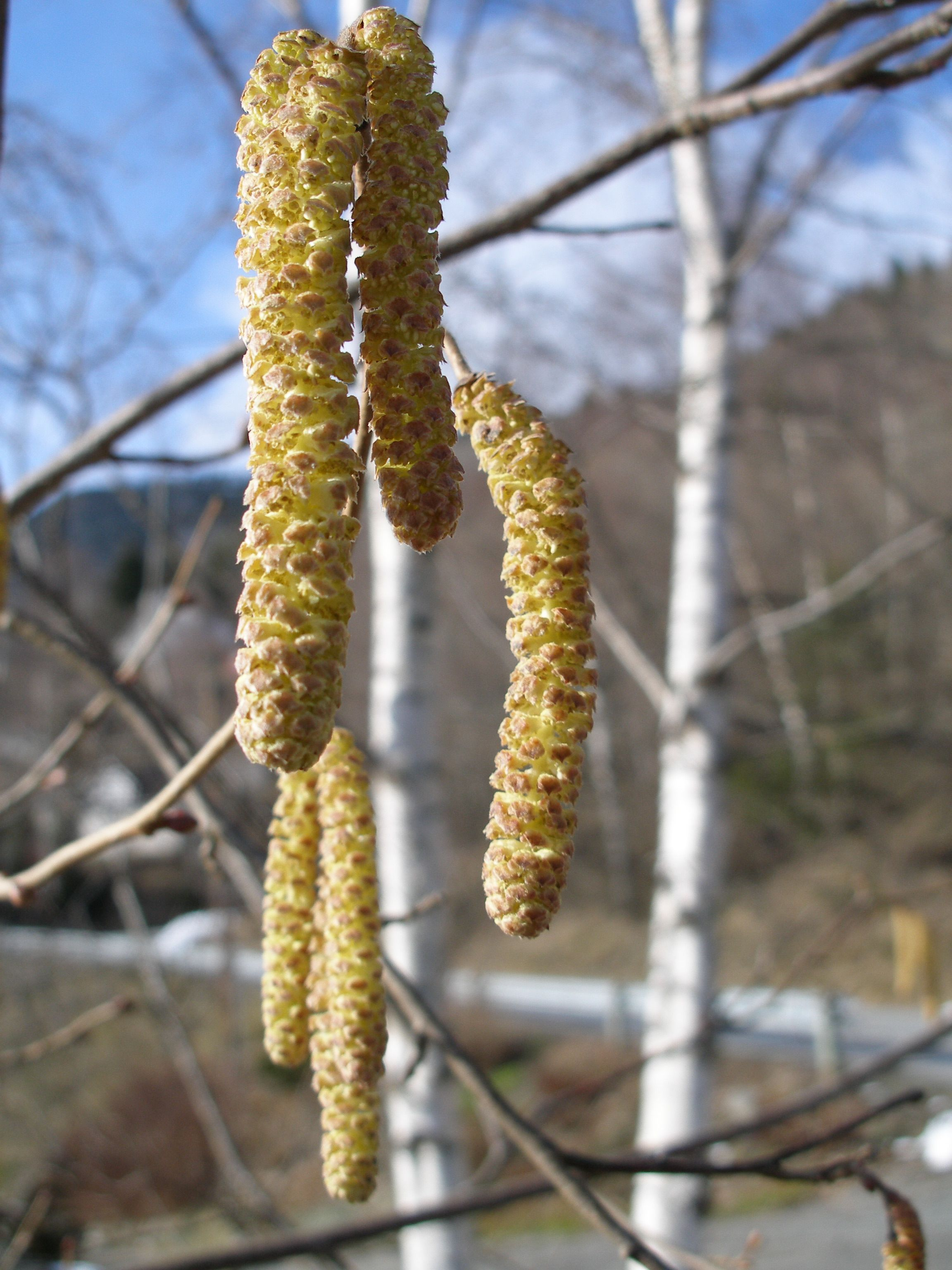
Amentilhos masculinos de avelaneira (Corylus avellana)
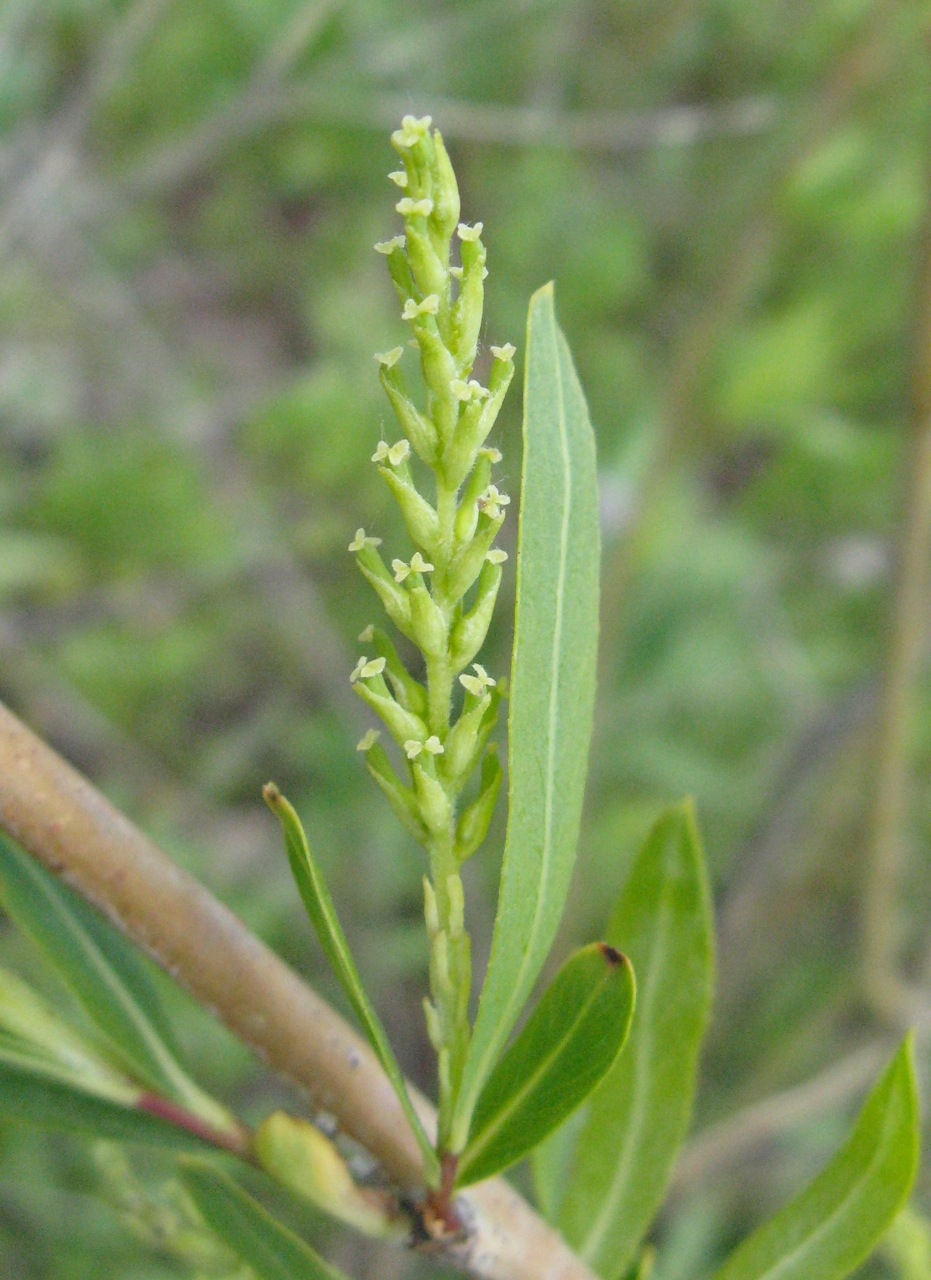
Amentilho feminino de Salix sp.